# Wolfgang Schallenberg

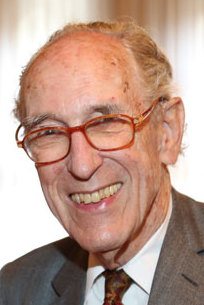
Wolfgang Schallenberg, 2013

Wolfgang Schallenberg (* 3. Juni 1930 in Prag; † 8. Februar 2023) war ein österreichischer Botschafter. Er war von 1992 bis 1996 als Generalsekretär des österreichischen Außenministeriums dessen oberster Beamter.

## Leben
Schallenberg entstammt der Adelsfamilie Schallenberg. Er wurde als Sohn des Industriellen und Legationsrats a. D. Herbert Schallenberg-Krassl und seiner Ehefrau Vera Elisabeth geborene Koch in Prag geboren und studierte nach dem Zweiten Weltkrieg Rechtswissenschaft an der Universität Wien sowie Politikwissenschaften in Frankreich und Großbritannien. Nach seiner Promotion trat er in den österreichischen diplomatischen Dienst ein und arbeitete zuerst an der Botschaft in Paris. Er war später Botschafter in Indien, Spanien und Frankreich. Zuletzt war er Generalsekretär im Außenministerium (1992 bis 1996). Er war ab 1996 im Ruhestand und in der Folge Präsident der Österreichischen Gesellschaft für Außenpolitik und Internationale Beziehungen. Schallenberg war Ehrenpräsident der 2008 aus ihr hervorgegangenen Österreichischen Gesellschaft für Außenpolitik und die Vereinten Nationen.
Sein Sohn ist der ehemalige Außenminister und zeitweilige Bundeskanzler Alexander Schallenberg.

## Ehrungen
- Zivilverdienstorden (Spanien) (1979)
- Großkreuz des Orden de Isabel la Católica (1982)
- Großes Silbernes Ehrenzeichen mit dem Stern für Verdienste um die Republik Österreich (1995)